# III. třída okresu Frýdek-Místek
III. třída okresu Frýdek-Místek (též zvaná jako Okresní soutěž – okres Frýdek-Místek) je 9. nejvyšší fotbalovou soutěží v republice.

## Vítězové

### III. třída okresu Frýdek-Místek
| Ročník                                             | Vítězný tým                |
| -------------------------------------------------- | -------------------------- |
| 1998/1999                                          | TJ Frýdlant n.O. “B        |
| 1999/2000                                          | TJ Sokol Václavovice       |
| 2000/2001                                          | TJ Sokol Dolní Domaslavice |
| 2001/2002                                          | FK Staříč                  |
| 2002/2003                                          | TJ Písek                   |
| 2003/2004                                          | TJ Sokol Horní Bludovice   |
| 2004/2005                                          | TJ Sokol Lučina            |
| 2005/2006                                          | TJ Sokol Palkovice         |
| 2006/2007                                          | TJ Milíkov                 |
| 2007/2008                                          | TJ Beskyd Bukovec          |
| 2008/2009                                          | Fotbal Frýdek-Místek „B“   |
| 2009/2010                                          | Finstal Lučina             |
| 2010/2011                                          | TJ Janovice „B“            |
| 2011/2012                                          | TJ Sokol Lískovec „B“      |
| 2012/2013                                          | SK Nošovice-Lhoty          |
| 2013/2014                                          | TJ Tošanovice              |
| 2014/2015                                          | SK Návsí                   |
| 2015/2016                                          | TJ Sokol Vojkovice         |
| 2016/2017                                          | TJ Nebory                  |
| 2017/2018                                          | TJ Sokol Lískovec          |
| 2018/2019                                          | SK Pržno                   |
| Od sezóny 2019/2020 - sloučení s Okresním přeborem |                            |